# Miass
Miass (del ruso: Миасс) es una ciudad del óblast de Cheliábinsk, Rusia, situada a 96 kilómetros (60 millas) de Cheliábinsk, en la vertiente oriental de los montes Ilmen, en los Urales meridionales, en la orilla del río Miass. En 2015 tenía 151.322 habitantes.

## Historia
Miass fue fundada en 1773 como una fábrica de la minería del cobre, y fue concedido el estatuto de ciudad en 1926. Durante el siglo XIX, el desarrollo fue impulsado por el descubrimiento de los yacimientos más ricos de oro en los Urales. La extracción media anual de oro de la región de Miass fue unos 640 kg. A mediados del siglo XIX, el volumen de extracción de oro se redujo, y el desarrollo de Miass está disminuido también.
En 1941, una fábrica de automóviles (que todavía funciona como UralAZ) fue construido en Miass.